# Ekrazit
Ekrazit (z franc. écraser, rozdrtit) je trhavina, směs dusičnanu amonného a kyseliny pikrové, resp. její ztuhlá tavenina (výbušné jsou však i soli kyseliny pikrové).
Ekrazit je světle žlutá voskovitá látka, která taje asi při 100 °C, nerozkládá se vlhkostí, není citlivá na tření ani náraz a nad otevřeným ohněm shoří zpravidla bez exploze (pokud ovšem není uzavřená). Proto potřebuje rozbušku.
Ekrazit vynalezli Siersch a Kubin v letech 1888–1889 a v Rakousko-Uhersku se používal jako výbušná náplň dělostřeleckých granátů. Později se užíval jen jako průmyslová trhavina.    